# Trine Østergaard
Trine Østergaard Jensen (Skanderborg, 1991. október 17. –) világbajnoki-és olimpiai bronzérmes, Európa-bajnoki ezüstérmes dán válogatott kézilabdázó, jobbszélső, jelenleg a román CSM București és a dán kézilabda válogatott játékosa.

## Pályafutása
Østergaard 17 évesen kezdte meg profi kézilabda-pályafutását az FC Midtjylland csapatában. 2017-ben leszerződtette a szintén dán első osztályú Odense Håndbold egyesülete. 3 év után a német Bundesligában szereplő SG BBM Bietigheimnél írt alá 3 évre. 2023 nyarától a román élvonalbeli CSM București játékosa.
A felnőtt dán válogatottba először 2012-ben kapott meghívót. 2013-ban tagja volt a vb-bronzérmes dán keretnek. 2021-ben második, 2023-ban harmadik világbajnoki bronzérmét ünnepelhette. 2022-ben Európa-bajnoki ezüstérmet szerzett.